# DeSoto Diplomat

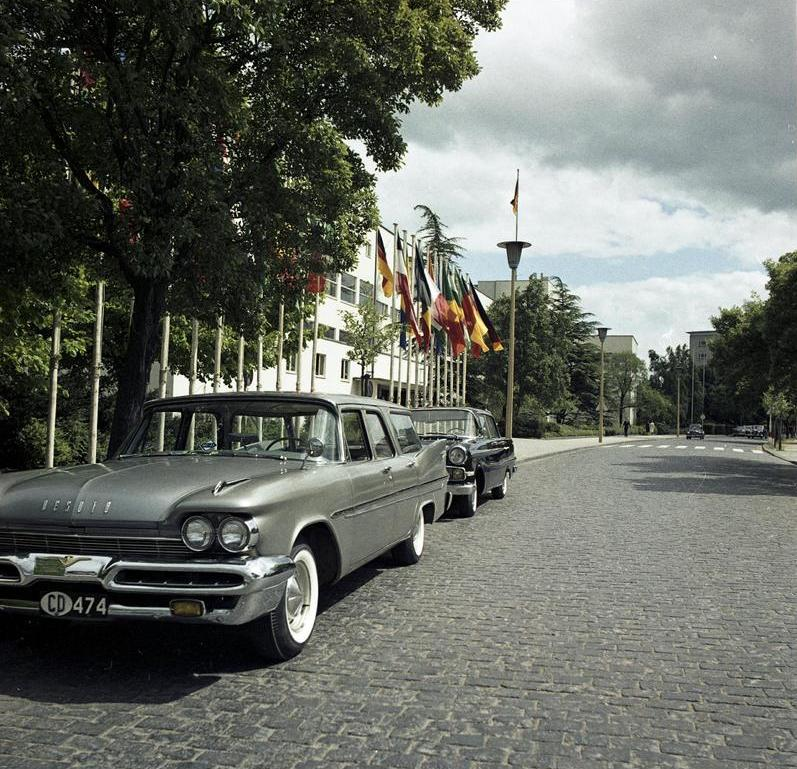
DeSoto Diplomat, model na rok 1959, sfotografowany w Bonn w Niemczech

DeSoto Diplomat – model eksportowy samochodu marki DeSoto produkowany w latach 1937–1962. W większości były to hybrydy modeli DeSoto i Plymoutha lub Dodge’a.

## Historia
Po raz pierwszy zaoferowano eksportowe DeSoto, oparte na konstrukcji Plymoutha w roku 1937, produkowano je w Detroit. Kanadyjski oddział Chryslera rozpoczął produkcję eksportowych wersji DeSoto od roku 1939.
Nazwa Diplomat pojawia się od 1946 r. Eksport odbywał się do Europy, Ameryki Południowej, na Hawaje, do Afryki Południowej i do Australii. W latach 1938–1956 model Diplomat składał się z nadwozia Plymoutha z przodem DeSoto, w latach 1957–1959 przód pochodził od DeSoto Firesweep.
W tych latach na życzenie taksówkarzy można było wyposażyć Diplomata w silnik DieslaP4C produkcji Perkinsa, który instalowano na belgijskiej linii produkcyjnej.
Następnie konstrukcję oparto na Dodge’u Darta. W 1960 wyprodukowano ostatnie kanadyjskie DeSoto, a w 1961 zakończono produkcję marki w Stanach Zjednoczonych, ale oddział południowoafrykański Chryslera zmontował pewną liczbę Diplomatów rocznik 1962 na bazie Dodge’a Darta w wersji sedan.